# George Lins
George Augusto Monteiro Lins de Albuquerque (Manaus, 23 de dezembro de 1982) é um político brasileiro filiado ao União Brasil (UNIÃO). Atualmente cumpre seu primeiro mandato como deputado estadual do Amazonas.

## Trejetória política
Nas eleições de 2020, George foi candidato ao cargo de vice-prefeito da cidade de Manaus pelo PSD, na chapa liderada pelo então deputado estadual, Ricardo Nicolau. Com 100% das urnas eletrônicas apuradas, eles receberam 118.289 votos, ficando em 4º lugar e fora do segundo turno disputado por Amazonino Mendes (PODE) e David Almeida (Avante).
Em 2 de outubro de 2022, foi eleito deputado estadual do Amazonas pelo União Brasil (UNIÃO). Com as urnas totalizadas, ele recebeu 44.520 votos ou 2,26% dos votos válidos, sendo o 7º candidato com maior número de votos do Amazonas.

### Desempenho em eleições
| Ano  | Eleição              | Partido | Candidato a       | Coligação                                            | Votos   | %     | Resultado  | Observações        | Ref.  |
| ---- | -------------------- | ------- | ----------------- | ---------------------------------------------------- | ------- | ----- | ---------- | ------------------ | ----- |
| 2020 | Municipal em Manaus  | PP      | Vice-prefeito     | Pra Voltar a Acreditar PSD,Solidariedade,PP,PSB,PDT) | 118.289 | 12,29 | Não eleito | Ficou em 4º lugar  | [ 4 ] |
| 2022 | Estadual no Amazonas | UNIÃO   | Deputado estadual | —                                                    | 44.520  | 2,26  | Eleito     | Eleito em 7º lugar | [ 6 ] |